# Каасик, Айн-Эльмар Александрович
Айн-Эльмар Каасик (эст. Ain-Elmar Kaasik, род. 2 августа 1934, Таллин) — эстонский учёный-медик, действительный член Академии наук Эстонии (1993), заслуженный деятель науки Эстонской ССР (1988). Почётный гражданин города Тарту (2004).

## Биография
Родился в семье чиновника.
Окончил Таллинскую среднюю школу № 10 в 1953 году и медицинский факультет Тартуского государственного университета в 1959 году. После окончания аспирантуры он защитил кандидатскую диссертацию в 1967 году.
После окончания университета два года проработал в Пыльтсамаинской районной больнице. В 1961 году началась его постоянная деятельность в Тартуском университете в области нервной системы, которой он уже занимался как студент. 
До 1964 года он работал врачом интенсивной терапии и нейрохирургом и продолжал исследования, которые он начал во время учебы. 
С 1968 года Айн-Эльмар Каасик является членом университетского преподавательского состава в области неврологии и нейрохирургии.в качестве ассистента, доцента, профессора и руководителя клиники.
В 1972 году получил докторскую степень по медицине защитив диссертацию на тему «Внеклеточный ацидоз головного мозга и его патофизиологическое значение» — труд, который был завершён в Тарту и Лунде. 
Избран профессором в 1975 году. Занимал ряд административных должностей: декан медико-фармацевтического факультета (1975—1980), заместитель декана медицинского факультета (1981—1984) и декан (1984—1989). Почётный профессор с 1999 года.
Айн-Эльмар Каасик прошел клиническую подготовку в области неврологии и нейрохирургии, учился в Институте нейрохирургии им. Н. Н. Бурденко в Москве и в Лаборатории исследования мозга при Клинике нейрохирургии Университета Лунда и работал в большинстве областей нейрохирургии. Основными направлениями исследований Айн-Эльмар Каасику были кровообращение и метаболическая патология при острых черепно-мозговых травмах; цереброваскулярная патология; Распространение, диагностика и лечение неврологических заболеваний, особенно проблем в реанимации. Он был приглашенным профессором факультета неврологии Пенсильванского университета и приглашенным лектором в университетах Упсалы , Копенгагена и Куопио.а также курсы повышения квалификации для врачей, организованные отделением Монтана-Вайоминг Американского колледжа хирургов. Список публикаций Айн-Эльмара Каасика включает более 500 ссылок, три из них — монографии (в соавторстве) и около 280 научных статей,  он имеет авторское свидетельство на изобретение «Лечение болезни Паркинсона». Под его руководством защищено 16 кандидатских и докторских диссертаций.
Айн-Эльмар Каасик был избран членом Академии наук Эстонии в 1993 году в области неврологии, в 2004—2009 годах был вице-президентом Академии.
Айн-Эльмар Каасик на протяжении десятилетий участвует в деятельности многочисленных отечественных и зарубежных научных и профессиональных обществ. Он является членом-корреспондентом Скандинавского общества нейрохирургов, членом Американской академии неврологии, (Британского) Королевского общества медицины, Европейской академии наук и искусств и иностранным членом Польской медицинской академии. Он принадлежал к различным коллекциям национального значения, включая Совет по исследованиям и разработкам Эстонии, Государственную комиссию по вознаграждениям за исследования, Фонд науки Эстонии, а также председательствовал в Совете сотрудничества Эстонии в качестве председателя совета. Айн-Эльмар Каасик является членом руководящего комитета государственной программы «Составление и издание учебников для эстонских университетов», а также членом Комитета по устойчивому развитию при правительстве республики.
Любит кататься на лыжах, велосипеде и бегать на длинные дистанции. Обладая здоровым мышлением, он стал вдохновляющим примером для подражания для своих учеников, а также для коллег в области науки и за ее пределами.